# Carmolândia
Carmolândia là một đô thị thuộc bang Tocantins, Brasil. Đô thị này có diện tích 339,401 km², dân số năm 2007 là 2313 người, mật độ 6,81 người/km².